# Котюжини
Котю́жини — село в Україні, у Вишнівецькій селищній громаді Кременецького району Тернопільської області. До 2020 підпорядковане Великовікнинській сільраді. До Котюжин приєднано хутір Котюжинський (Ізраїли). 

## Географія
Село розташоване на лівому березі річки Горинь, за 34 км від районного центру та 19 км від найближчої залізничної станції Ланівці. 

## Історія
Поблизу Котюжин виявлено археологічні пам'ятки трипільської та давньоруської культур. Перша письмова згадка про село датована 1583 роком, село згадано як власність князя Андрія Вишневецького. 
У селі діяли «Просвіта», «Союз українок» та інші українські товариства.
На 1936 рік село входило до ґміни Вишневець Кременецького повіту.
12 червня 2020 року, відповідно до Розпорядження Кабінету Міністрів України від  № 724-р «Про визначення адміністративних центрів та затвердження територій територіальних громад Тернопільської області», село увійшло до складу Вишнівецької селищної громади.
19 липня 2020 року, в результаті адміністративно-територіальної реформи та ліквідації Збаразького району, село увійшло до складу новоутвореного Кременецького району.

## Населення
Чисельність населення села, (станом на 2003 рік) — 561 особа.
| 2001  | 2003  |
| ----- | ----- |
| → 571 | ↘ 561 |

### Мова
Розподіл населення за рідною мовою за даними перепису 2001 року:
| Мова            | Кількість | Відсоток |
| --------------- | --------- | -------- |
| українська      | 568       | 99.46%   |
| російська       | 1         | 0.18%    |
| румунська       | 1         | 0.18%    |
| інші/не вказали | 1         | 0.18%    |
| Усього          | 571       | 100%     |

## Пам'ятки

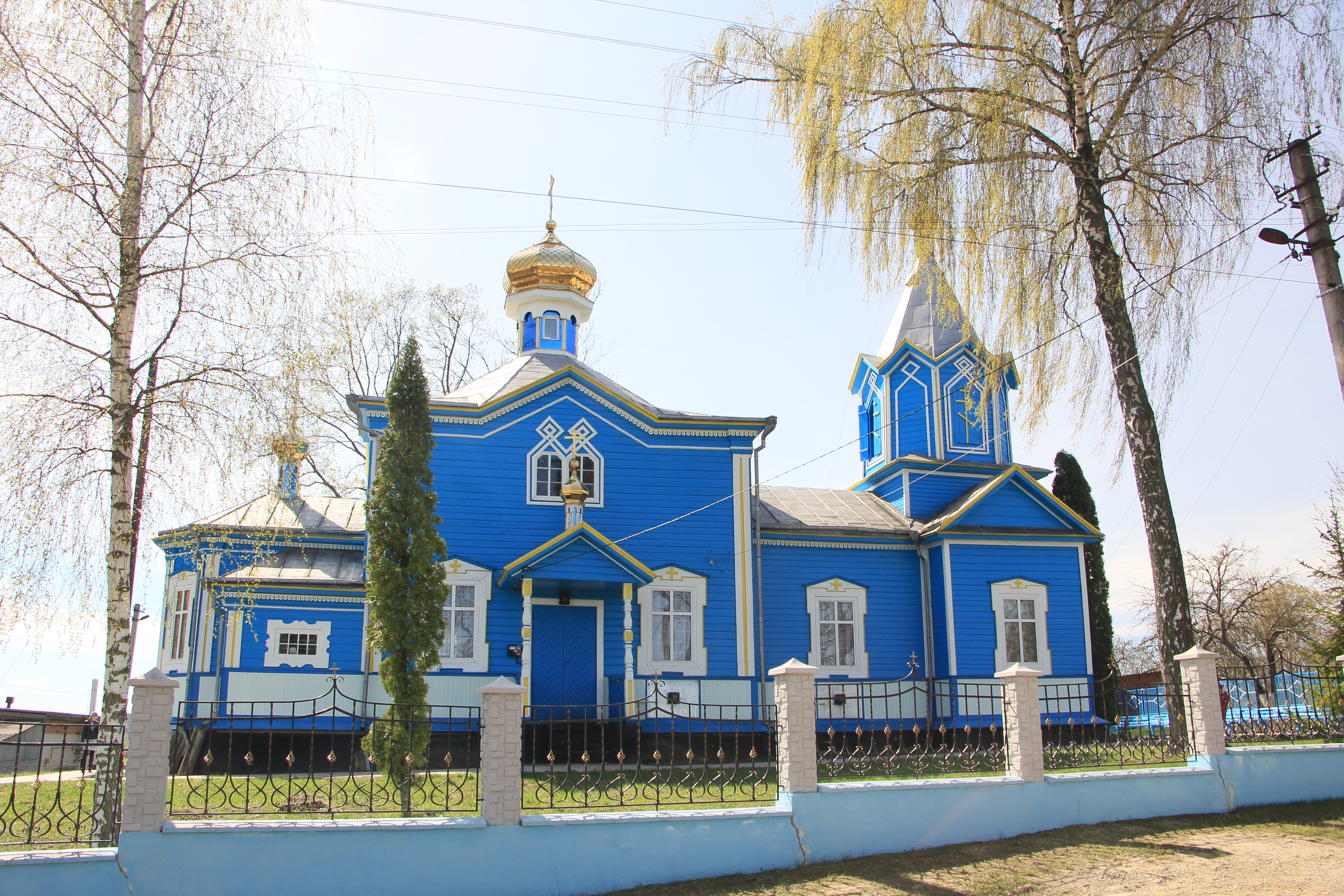
Дерев'яна церква

У селі є дерев'яна церква святого Великомученика Степана, яка побудована у 1926—1930 роках. В лютому 2017 року парафія перейшла від УПЦ МП до УПЦ КП. Нині парафія належить до Тернопільської єпархії Православної церкви України.
Споруджено пам'ятник воїнам-односельцям, полеглим у німецько-радянській війні (1975, скульптор Ю. Рожкін).
Поблизу села розташована ботанічна пам'ятка природи місцевого значення «Котюжинська ділянка».

## Соціальна сфера
Діють загальноосвітня школа І-ІІ ступенів, клуб, бібліотека, ФАП, ПАП «Полісся-Агро».

## Галерея

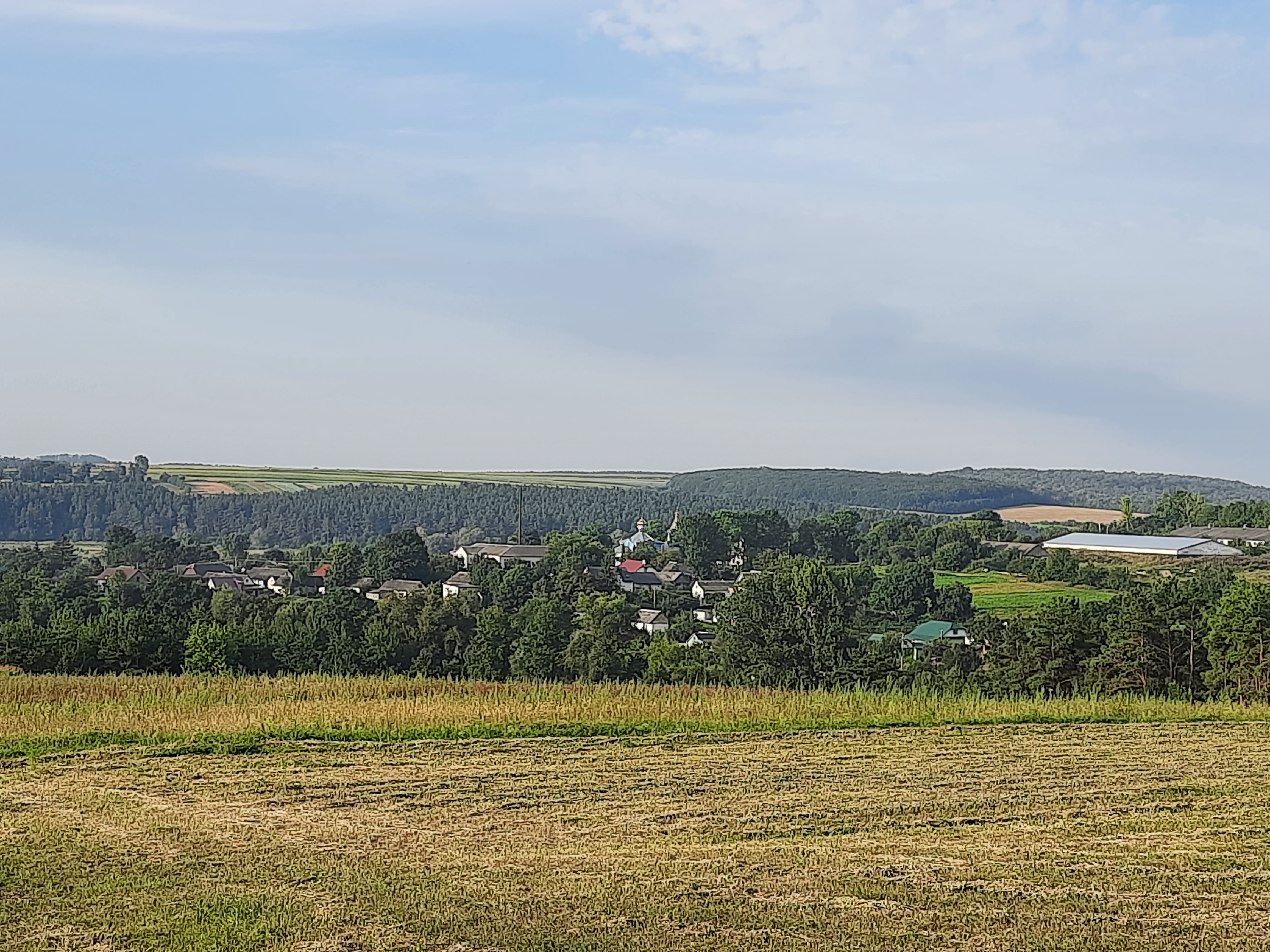
Вигляд на село
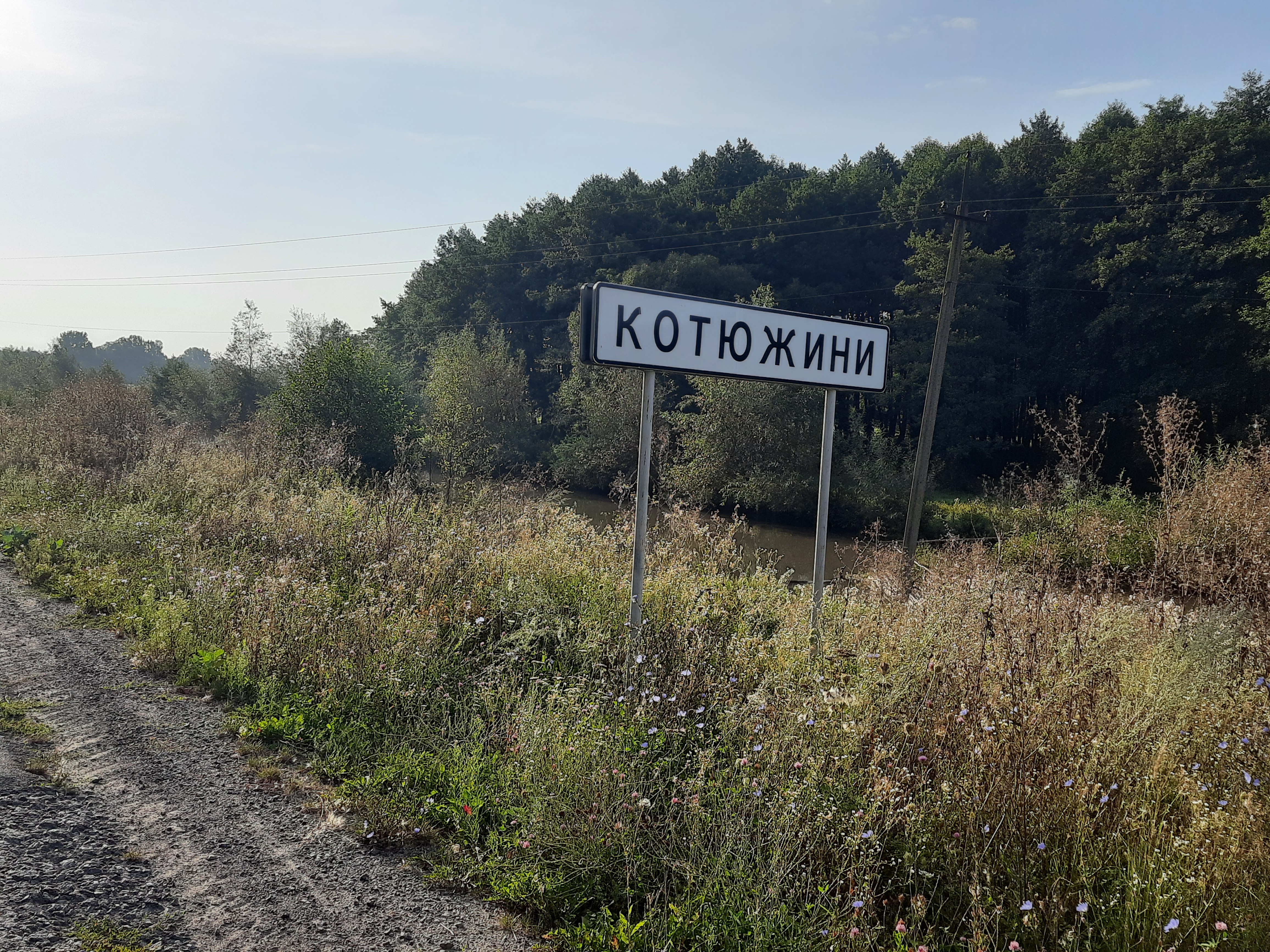
Дорожній знак при в'їзді в село
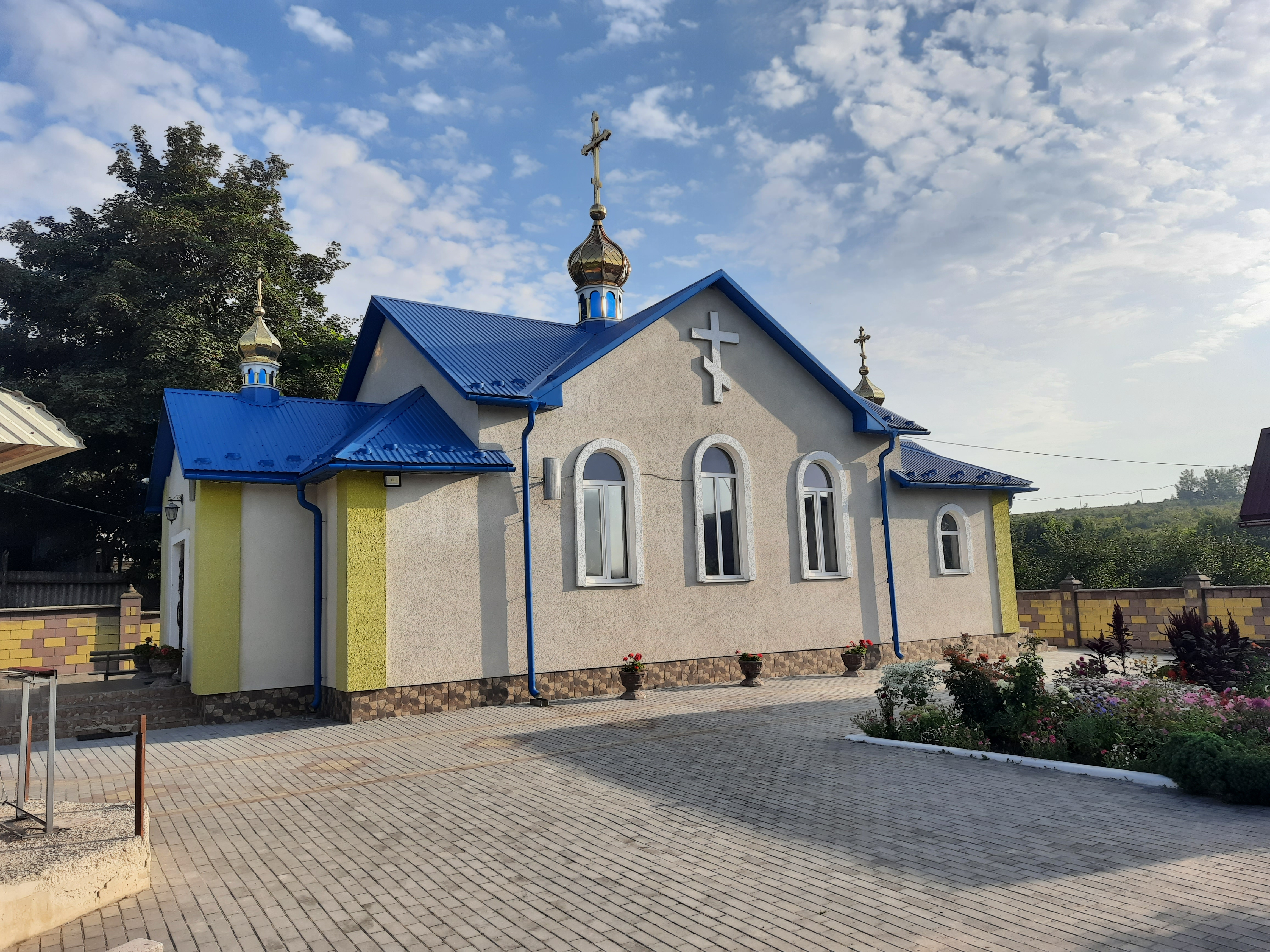
Церква Різдва Богородиці
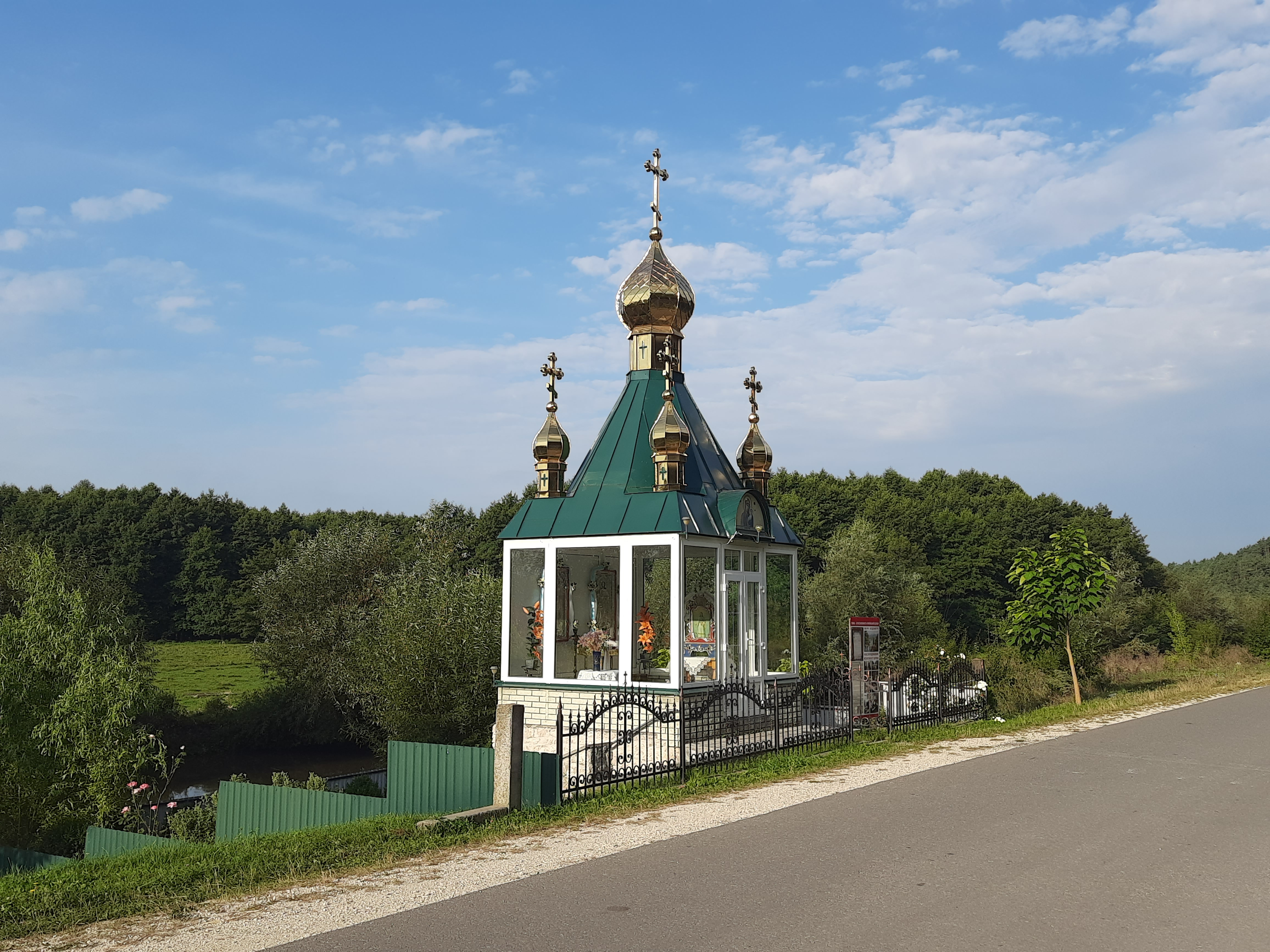
Капличка
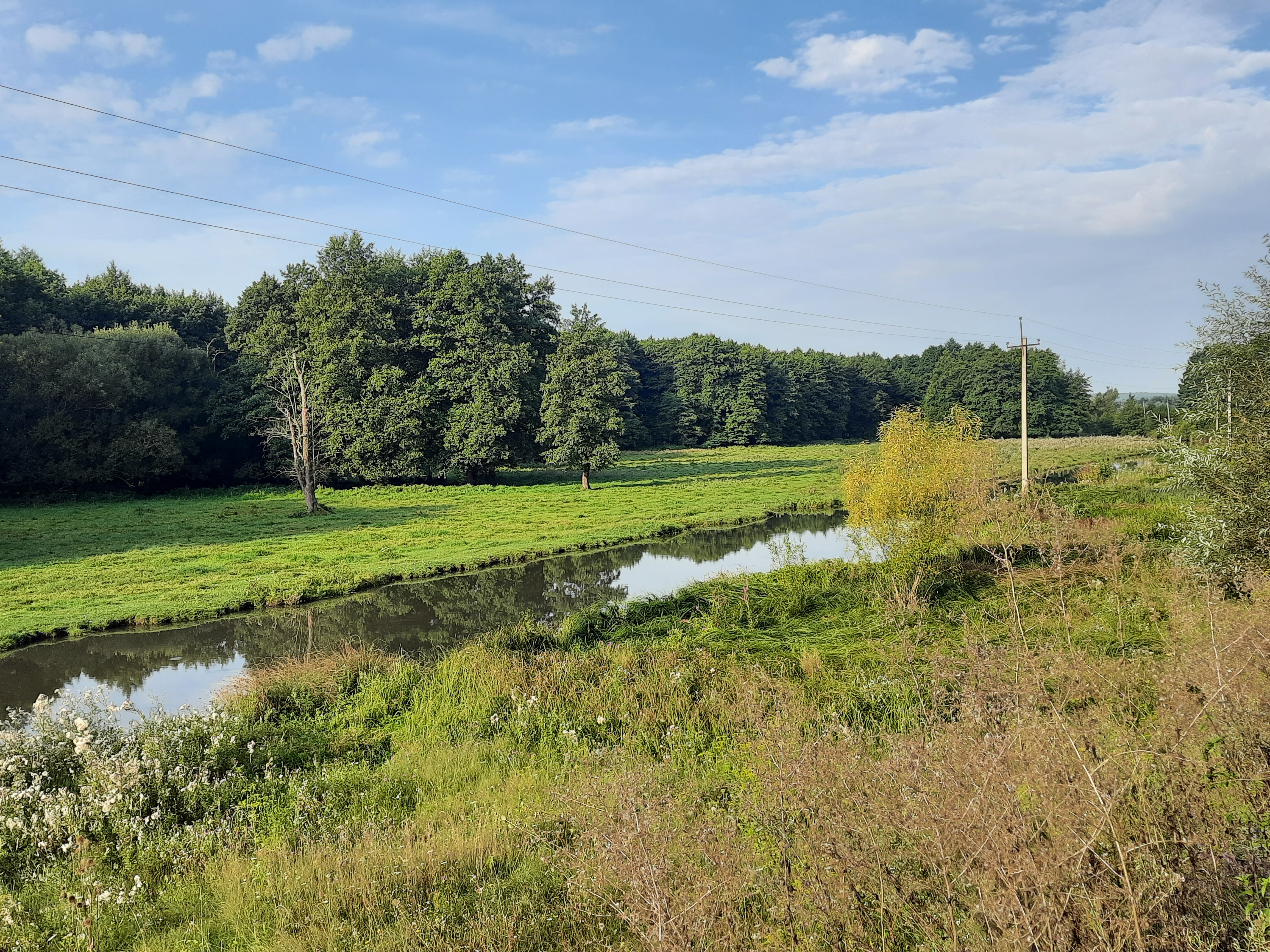
Річка Горинь біля села